# Zalesie (gmina)
Zalesie (do 1954 gmina Dobryń) – gmina wiejska w województwie lubelskim, w powiecie bialskim. W latach 1975–1998 gmina położona była w województwie bialskopodlaskim.
Siedziba gminy to Zalesie.
Według danych z 30 czerwca 2004 gminę zamieszkiwało 4559 osób.

## Ochrona przyrody
Na obszarze gminy znajdują się następujące rezerwaty przyrody:
- rezerwat przyrody Czapli Stóg – chroni miejsca lęgowe kolonii czapli siwej oraz ostoi wielu ptaków;
- rezerwat przyrody Dobryń – chroni zespoły o charakterze naturalnym grądu z drzewami pomnikowymi, olsu oraz łęgu olszowo-jesionowego z licznymi gatunkami chronionych i rzadkich roślin.

## Struktura powierzchni
Według danych z roku 2002 gmina Zalesie ma obszar 147,16 km², w tym:
- użytki rolne: 61%
- użytki leśne: 34%

Gmina stanowi 5,34% powierzchni powiatu.

## Demografia

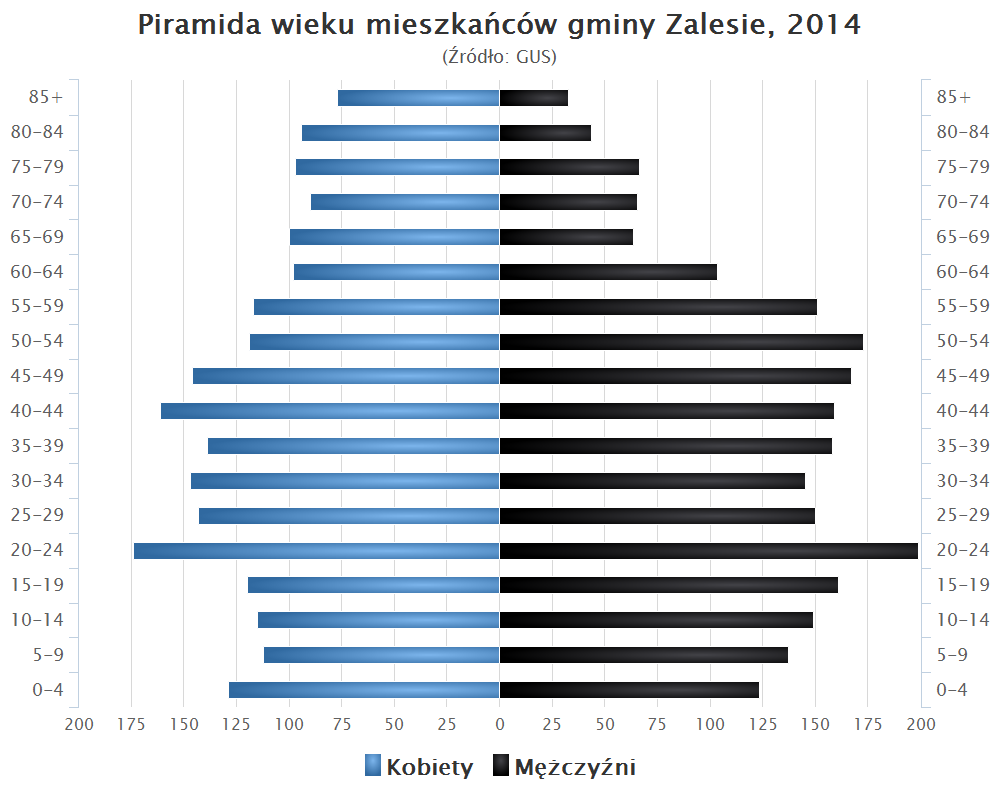
Piramida wieku mieszkańców gminy Zalesie w 2014 roku

Dane z 30 czerwca 2004:
| Opis                              | Ogółem | Ogółem | Kobiety | Kobiety | Mężczyźni | Mężczyźni |
| --------------------------------- | ------ | ------ | ------- | ------- | --------- | --------- |
| jednostka                         | osób   | %      | osób    | %       | osób      | %         |
| populacja                         | 4559   | 100    | 2250    | 49,4    | 2309      | 50,6      |
| gęstość zaludnienia (mieszk./km²) | 31     | 31     | 15,3    | 15,3    | 15,7      | 15,7      |

## Sołectwa
Berezówka, Dereczanka, Dobryń Duży, Dobryń-Kolonia, Dobryń Mały, Horbów, Horbów-Kolonia, Kijowiec, Kijowiec-Kolonia, Kijowiec PGR, Kłoda Duża, Kłoda Mała, Koczukówka, Lachówka Duża, Lachówka Mała, Malowa Góra, Mokrany Nowe, Mokrany Stare, Nowosiółki, Wólka Dobryńska, Zalesie.

## Sąsiednie gminy
Biała Podlaska, Piszczac, Rokitno, Terespol